# Stenotrema maxillatum
Stenotrema maxillatum är en snäckart som först beskrevs av Gould 1848.  Stenotrema maxillatum ingår i släktet Stenotrema och familjen Polygyridae. Inga underarter finns listade i Catalogue of Life.